# 駐留軍用地特措法
駐留軍用地特措法（ちゅうりゅうぐんようちとくそほう、昭和27年5月15日法律第140号）は、日米安保条約に基づく、在日米軍基地に土地を提供に関する特別措置法である。正式題名は「日本国とアメリカ合衆国との間の相互協力及び安全保障条約第六条に基づく施設及び区域並びに日本国における合衆国軍隊の地位に関する協定の実施に伴う土地等の使用等に関する特別措置法」。
法令番号は昭和27年法律第140号、1952年（昭和27年）に公布された。

## 概要

### 制定と沖縄基地問題
1951年、日本国とアメリカ合衆国との間の安全保障条約（旧安保）が締結され、日本は米軍に基地の用地を提供する義務が生じた。米軍は終戦直後より基地用地として国有地・民公有地を問わず接収していたが、日本の主権回復によって強制的な「接収」から合意に基づく「提供」へと移行することとなり、民公有地の提供にあたっては、日本国政府が土地所有者と賃貸借契約を結んだ上で米軍に提供することとなった。
しかし、土地所有者の中には反米感情から国との契約に応じない者も多数いた。一方で、条約締結によって米軍への用地提供は日本国政府の義務となったため、国による土地の共同使用の手段を整備する必要が生じた。
土地の強制収用・使用については当時から土地収用法が存在していたが、同法の手続きは非常に厳格であり、手間も時間もかかるものであったため、条約上の義務を履行するという大義名分の下、土地収用法の手続きを簡略化する目的で駐留軍用地特措法が制定された。1952年に本法案が政府によって提出され、自由、協同、民主クラブ、緑風（緑風は党議拘束なし）の賛成、右社、左社、改進、共産の反対の結果、可決成立したのが本法律である（旧条約では「第三条」、新条約では「第六条」）。
用地の選定は内閣総理大臣（現在は防衛大臣）が権限を持ち、首相が「駐留軍の用に供するため土地等を必要とする場合において、その土地等を駐留軍の用に供することが適正且つ合理的」（第三条）と判断した場合は、国内のいかなる土地でも使用・収用できる（借地代は補償される）。ただし、主権回復とともに米軍に提供された土地は国有地が大半であり、本法律の適用はそれほど多くなかった。
1961年以来適用例はなかったが、1972年にアメリカの統治下であった沖縄県が返還され、その後も在日米軍基地の大多数が集中する地域であり続けたため、その対応をめぐって同法が再びクローズアップされるようになった。沖縄県では、アメリカの統治下時代に膨大な面積の民有地が接収されたため、民有地や県・市町村有地の割合が、県内の軍用地のそれぞれ3割以上と際だって高かった。そのため沖縄が日本に返還された結果、米軍からの土地返還を求める地主もそれだけ多くなり、さらに米軍基地に反対する反戦地主もこれに加わった。さらに、国有地の中にも第二次世界大戦中に無償収用された土地があり、旧地主たちは返還訴訟を起こしていた（1995年、最高裁判所で旧地主側の全面敗訴）。
日本政府は返還1年前の1971年12月に時限立法の沖縄における公用地等の暫定使用に関する法律（公用地暫定使用法）で、5年間は引き続き強制使用を可能にし、その間に買収または賃貸借契約をしようとした。しかし、5年たってもそれに応じない地主が多く、1977年5月に沖縄県の区域内における位置境界不明地域内の各筆の土地の位置境界の明確化等に関する特別措置法（地籍明確化法）の附則で使用期限を10年に延長した（この法案成立の過程で「4日間の空白」が発生している）。1982年に同法の期限が切れると、21年ぶりに駐留軍用地特措法を沖縄県に適用し、引き続き使用を続けた。その後、日本政府は1987年、1992年と駐留軍用地特措法に基づく使用裁決により、その使用権原を取得してきた。

### 特措法改正
1995年に駐留軍用地特措法上の手続き上において大田昌秀沖縄県知事が代理署名を拒否したことで（これにより沖縄代理署名訴訟が起こり、県が敗訴した）、1996年に使用期限が切れて不法占拠となった楚辺通信所の土地が現れた。地主の知花昌一らは即時返還を要求した。そこで、政府は引き続き使用を続けるための改正案を出した。米軍基地の地主が、契約期間満了後の更新を拒否した場合でも、収用委員会の審理中は補償を行うことで「暫定使用」を引き続き可能とするもので、さらに委員会が使用を却下しても、防衛施設局長が審査請求を行う間は引き続き使用を可能にした。しかも、附則で使用期限が切れた土地についても、さかのぼって改正案を適用し、土地の明け渡しをせずに済むようにした。また、新たに土地を使用するための規定を設け、収用委員会が却下裁決を出した場合、首相の権限で使用できるようにした（第二十四条）。こうして反戦地主と収用委員会を無力化し、土地を「永久に借りておく」ことができるようにするものだった。
この改正案に、沖縄県では激しい反対運動が起こったが、本土での関心は薄かった。さらに、国会では「九九％のシェアを持つ二つの新聞（琉球新報と沖縄タイムス）によって、それも反戦地主になっている幹部のもとにある新聞社が発行する新聞によって沖縄の心がマインドコントロールされておる」（1997/4/9衆議院日米安全保障条約の実施に伴う土地使用等に関する特別委員会公聴会、新進・西村眞悟。反対の参考人として招かれた新崎盛暉に）「私権は、安全保障上の重大な国家の利害のために制限を受ける」（1997/5/16衆議院法務委員会、西村）、「（日米安保の堅持を強調し、安保反対派を「極めて少数の」「はっきり国益に反する」存在であるとした上で）沖縄はもちろん日本の一部でございまして、日本という大きな船の中の一つでございます。沖縄というところは例えばエンジンルームに近くてうるさくて暑い、だから不公平だということでございまして、その負担をある程度みんなで分けようということをやっているわけでございますけれども、完全に分けられるはずのものでもございません」（1997/4/16参議院公聴会、賛成の参考人岡崎久彦）といった論調が目立った。
改正案は、自民と新進が合意し、民主も賛成の意向を見せたため、圧倒的多数で可決される見込みとなった。衆議院委員会通過後の4月11日、自民の野中広務委員長は本会議での委員会報告の最後に、「この法律がこれから沖縄県民の上に軍靴で踏みにじるような、そんな結果にならないことを、そして、私たちのような古い苦しい時代を生きてきた人間は、再び国会の審議が、どうぞ大政翼賛会のような形にならないように若い皆さんにお願いをして、私の報告を終わります」と付け加えた。自民と新進の「保保連合」を牽制したとも、性急な審議への戒めとも云われているが、新進党はこの発言の会議録からの削除を要求し、同党の要求通り会議録から消された。4月11日の衆議院通過後、4月17日、自民、新進、民主、さきがけ、太陽の賛成、共産、社民、新社、沖縄社大、二院などの反対で可決成立した。衆参ともに、9割前後が賛成の圧倒的多数での可決だった。社民はこの当時、閣外協力で与党だったが、本法案には反対した。
2013年11月27日に最高裁判所は駐留軍用地特措法改正は合憲という判決を出した。